# Ненсі Пелосі
Ненсі Пелосі (англ. Nancy Pelosi; при народженні — Nancy Patricia D'Alesandro; нар. 26 березня 1940, Балтимор, Меріленд, США) — американська політична діячка, член Палати представників Конгресу США (з 1987 р.) від 8-го виборчого округу (Сан-Франциско) штату Каліфорнія, лідер фракції демократів у Палаті представників (2003—2023). Спікер Палати представників США з 2019 до 2023 року, також обіймала цю посаду з 2007 до 2011 року. Перша жінка на посаді спікера Палати представників за всю історію США, найвисокопоставленіша жінка в американській історії на момент вступу на посаду (третій щабель табелю рангів після президента й віцепрезидента).

## Життєпис і кар'єра

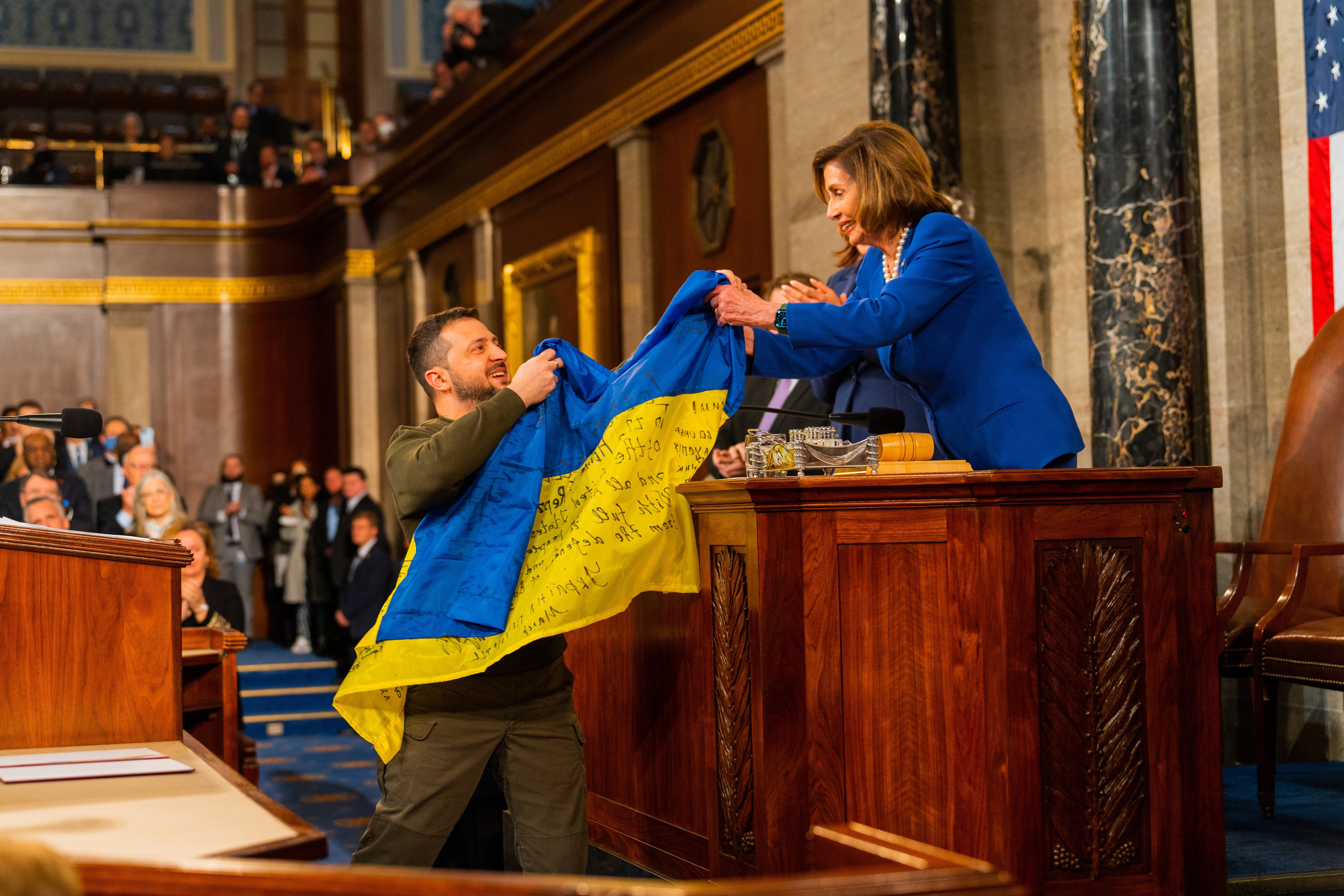
Під час виступу Президента України в конгресі США, 22 грудня 2022 рік.

Народилася в сім'ї демократа Томаса д'Алесандро-молодшого, конгресмена США від штату Меріленд і мера Балтимора. Брат теж був мером Балтимора в 1967—1971 рр.
Навчалась у Вашингтонському університеті Триніті (випуск 1962 р.).
2 червня 1987 р. виграла вибори у Конгрес США від 8-го виборчого округу у Сан-Франциско — в окрузі, який голосує за демократів з 1949 р. Пелосі переобиралась у конгрес з не менш ніж 75 % голосів. У 2001 р. Пелосі обрали партійною організаторкою меншості Конгресу США, — це другий виборний пост після посту лідера меншості. У 2003 році сама обійняла посаду лідера меншості.
Працювала в Постійному спеціальному комітеті Палати представників у справах розвідувальних служб та в Комітеті асигнувань. Після терористичних актів 11 вересня 2001 року керувала в Конгресі розглядом роботи спецслужб і розробляла законопроєкт про створення незалежної комісії з вивчення діяльності федерального уряду — «Комісії 9/11».
Ненсі Пелосі була однією з найжорсткіших критиків адміністрації Джорджа Вокера Буша, а відтак — губернатора штату Каліфорнія Арнольда Шварценеггера.
4 січня 2007 р. Пелосі обрана головою (спікером) Палати представників США, — стала першою жінкою на цій посаді за всю історію країни. Пелосі стала найбільш високопоставленою жінкою в американській історії на момент вступу на посаду, перебуваючи на третьому щаблі табелю рангів після президента й віцепрезидента США. Демократи тоді знову відновили більшість у нижній палаті американського парламенту після 12-річного перебування в опозиції.
Протягом першого перебування на позиції спікера Палати представників Ненсі Пелосі відіграла ключову роль у прийнятті основних законодавчих ініціатив президента-демократа Барака Обами, котрий прийшов до влади 20 січня 2009 року.
Зокрема до досягнень Пелосі за цей період входять:
- прийняття Реформи охорони здоров'я та захисту пацієнтів у США (англ. Obamacare) — наймасштабнішої реформи охорони здоров'я у Сполучених Штатах Америки за минулі 50 років;
- прийняття Закону Додда — Френка, який посилив регулювання фінансового сектору на фоні світової фінансово-економічна кризи, та інших законодавчих ініціатив, котрі допомогли подолати кризу;
- скасування політики «Не питай, не кажи», яка забороняла служити у Збройних силах США геям, лесбійкам та бісексуалам, котрі не приховували своєї орієнтації;
- прийняття Закону Ліллі Ледбеттер про справедливу оплату праці 2009 року, спрямованого проти дискримінації жінок у оплаті праці[10].

На проміжних виборах до Палати представників 2010 року демократи втратили більшість, тому посада спікера перейшла до республіканців і Пелосі її втратила. З 3 січня 2011 року вона була лідером фракції меншості в Палаті.
На проміжних виборах до Палати представників 2018 року демократи повернули більшість там, і Пелосі знову обійняла посаду спікера Палати представників. Серед діяльності на цій посаді, вона де-факто очолювала процес імпічменту Дональда Трампа у Палаті представників у 2019 році. Палата оголосила імпічмент Трампу, однак президент не був відсторонений від посади, бо відсторонення не підтримав Сенат.
З початку 2021 до початку 2023 року перебування Пелосі на чолі Палати представників збіглося із президентством представника Демократичної партії Джо Байдена. Вона відіграла важливу роль у прийнятті ключових реформ Байдена, зокрема:
- Закон про американський план порятунку 2021 (англ. American Rescue Plan Act of 2021), який стимулював економіку на фоні пандемії COVID-19;
- Закон про інвестиції в інфраструктуру та робочі місця 2021 (англ. Infrastructure Investment and Jobs Act);
- Закон про чипи та науку (англ. CHIPS and Science Act), який авторизував суттєві інвестиції у розвиток американської індустрії напівпровідників;
- Закон про зниження інфляції 2022 (англ. Inflation Reduction Act), який зокрема став найбільшою в історії США інвестицією у відновлювану енергію;
- Закон про повагу до шлюбу 2022 (англ. Respect for Marriage Act), який на законодавчому рівні закріпив право на одностатеві шлюби (яке де-факто було закріплене рішенням Верховного суду 2015 року).

1 травня 2022 року, під час повномасштабого російського вторгнення в Україну, відвідала Київ із візитом. У серпні 2022 року відвідала Тайвань; на той момент Пелосі стала найвищим американським політиком, який відвідав острів за останні 25 років, і цей візит призвів до загострення американсько-китайських відносин: у відповідь на візит Китай розпочав військові навчання біля Тайваню, Тайвань активізував свою ППО.
17 листопада 2022 року, після виборів, на яких демократи зберегли контроль над Сенатом, але втратили над Палатою представників, Пелосі заявила, що більше не буде висуватися на посаду лідера Демократичної фракції у Палаті представників. Її наступником став Гакім Джеффріс. Пелосі залишилися на позиції члена Палати представників США.

## Нагороди
- Кавалер Великого хреста Ордена «За заслуги перед Італійською Республікою» (2 червня 2007)[18]
- Орден княгині Ольги III ст. (Україна, 30 квітня 2022) — за вагомий особистий внесок у зміцнення українсько-американського міждержавного співробітництва, підтримку суверенної, незалежної та демократичної України[19]
- Орден князя Ярослава Мудрого II ст. (Україна, 21 жовтня 2022) — за значні особисті заслуги у зміцненні міждержавного співробітництва, підтримку державного суверенітету та територіальної цілісності України, вагомий внесок у популяризацію Української держави у світі[20]